# 小清水亞美
小清水亞美（日语：／ Koshimizu Ami，1986年2月15日—）是一名日本女性聲優。東京都國分寺市出身。血型AB型，之前是自由身（2018年3月1日起，從AXL ONE離所），現在是Office Restart所屬（2022年1月6日起，從自由身加入）。
代表作有《交響詩篇》（安妮莫內）、《女神異聞錄4》（天城雪子）、《狼與辛香料》（赫蘿）、《Suite 光之美少女♪》（北條響／旋律天使）、《格鬥天王系列》(不知火舞)等。

## 人物介紹
- 身高168cm，體重48kg。
- 對同是劇團的前輩飯塚雅弓憧憬而立志成為聲優。
- 原所屬劇團若草，在2005年轉至劇團若草下的八重垣事務所，2007年5月10日 在聲優雜誌《VOiCE Newtype》6月號內自己的連載專欄宣布自己轉為自由身聲優，於2007年11月15日移籍至現在所屬事務所PRODUCTION baobab。
- 在高中時忘了付劇團會費，急急的把手上的錢拿出來，結果不管如何都缺數十円。最終要以珍宝珠代替欠缺的部分。
- 2003年（高二時期），朝日電視《妮嘉尋親記》主角妮嘉·蘋果園的試音合格，而成為了她的出道作。[3]
- 在收錄《妮嘉尋親記》的廣播劇CD時將橫暴唸成「[4]」，其他的時候也有把猶豫唸成「[5]」之類對漢字不熟的樣子。而在校園迷糊大王的活動中曾經被指英文十分差。曾經不知道唱的片頭曲裡的rise是什麼意思，後來在配Code Geass 反叛的魯路修的休息時間問福山潤，他用sunrise來讓她了解意思。
- 2005年4月2日擔當文化放送的廣播節目的第2代女性主持。
- 曾在節目說要成為像大原沙耶香的女性，但被同為主持的櫻井孝宏和當日的嘉賓生天目仁美說是「距離有點遠呢」。
- 有時會不能預知地模仿別人的說話、說無聊的笑話，並發出不能理解的怪聲。
- 和同一事務所的聲優三瓶由布子是好友，但經常被三瓶罵「好噁心」、「別靠過來」[6]。小清水常常在自己的部落格中稱三瓶是「我的妻子（My wife）」。當三瓶用類似的方式罵她時就會很「興奮而且開心」。還有，在2007年1月13日的中當嘉賓的一回中，發表了一個三瓶為新郎，小清水為新娘的結婚宴會。
- 妖精帝國忠實的臣民（Fans）。
- 在「校園迷糊大王一學期」DVD第一卷中，生天目仁美和清水香里說小清水和她所配音的塚本天滿十分相似。而她則以「那是笨笨的女孩所以不會相似！要說像的地方應該是聲音吧…？啊，聲音是我的當然像吧…」的天然回答否定。
- 稱私下友好的生天目仁美為「NABA（大人）」，還說自己是她的「愛人3號」。（順帶一提，「正妻」是伊藤靜，「愛人1號」是能登麻美子，「愛人2號」是清水香里。）
- 想預約月球（靠地球側）的土地（兩塊）[7]，並說出「作一個好國家吧，小清水幕府」的廣告（納稅者募集中）[8]。
- 能登麻美子在自己主持的廣播節目當嘉賓時，一邊說「治癒的空氣，真是香」，一邊拉著她走。
- 被能登麻美子、生天目仁美、堀江由衣說「如果她是動物的話，一定是齧齒類！」，小清水聽到後似乎意志消沉。
- 經常對櫻井孝宏說「櫻井你真是個大叔呢（笑）」、「哈哈的笑聲很噁心啊（笑）」，是擊沉櫻井的技倆。
- 2007年3月3日，獲得由第一屆日本聲優賞所頒發的最佳女配角（獲獎角色：Code Geass 反叛的鲁路修－华莲·修坦费尔特）獎項。
- 2007年5月13日抵達上海進行取材旅行（公費旅行），16日晚上返回日本。
- 自上海旅行之后，其在中国国内的Fans数量大幅度增加，在其官方BLOG上出现大量中文留言（中国国内Fans所用昵称即为其姓氏小清水）。
- 2009年7月受邀前往台湾担任同人即卖会FF14嘉宾（同场嘉宾：声优清水爱小姐及画师七濑葵老师）。
- 曾經玩過網路遊戲RO，並且跟網友在遊戲中結婚，但是因為太久沒上線，一上線時被網友提出離婚請求，本人自稱『自己是離過一次婚的人(遊戲中)』。
- 2011年9月，從Production baobab事務所辭退，同年10月加入AXL ONE事務所。
- 2018年2月28日，從AXL ONE事務所辭退，同年3月1日起自由身活動。
- 2022年1月6日，自行創辦事務所Office Restart所屬。
- 在参加节目《笑一笑也好》中，因为其发型难看被嘲笑。

## 主要參與作品
※粗體字為主角、主要角色

### 電視動畫
2003年
- 妮嘉尋親記（妮嘉‧蘋果園）
- 神槍少女（克拉耶絲）

2004年
- 反斗小王子（クラウディア）
- Sweet Valerian（スウィート・ヴァレリアン）（佳乃子）
- 校園迷糊大王（塚本天滿、ドビジロンイエロー（黄清水 あみ））
- 光與水的女神（花岡ゆかり）
- 雙戀（一條堇子）
- 光之美少女（越野夏子）

2005年
- IGPX（ユリ・ジンノ）
- 奇幻魔法Melody（櫻塚美紀）
- Canvas2～彩虹色的圖畫～（女學生）
- 交響詩篇（阿蓮莫蓮）
- 雙戀 Alternative（一條堇子）
- 光之美少女 Max Heart（越野夏子）
- 血戰 BLOOD+（謝花真央）
- 神奇寶貝超世代（桃子）
- 舞-乙HiME（妮娜‧王）
- 無愛之戰（明神愛）
- 洛克人EXE Stream（女僕C）

2006年
- 後天的方向（汐崎琴美）
- 奇幻魔法Melody 第2季（櫻塚美紀）
- 神樣家族（天子）
- Gift～eternal rainbow～（神代緣）
- 不平衡抽籤（律子・キューベル・ケッテンクラート）
- 反叛的魯路修（華蓮・修坦費爾特 / 紅月華蓮、井上直美）
- SIMOUN（芭拉耶特）
- 校園迷糊大王 二學期（塚本天滿）
- 死亡筆記（百合）
- 無敵看板娘（神無月惠美）
- 蟲師（石原座（少年時））
- 檸檬天使計劃（結城早夜）

2007年
- 偶像大師 XENOGLOSSIA（高槻彌生）
- 奇幻魔法Melody 第3季（櫻塚美紀）
- 機神大戰（エヴィータ・ランベルト）
- 君吻 pure rouge（星乃結美）
- 現視研2（律子・キューベル・ケッテンクラート）
- Sketchbook ～full color's～（神谷朝霞）
- sola（佐倉紗繪）
- 英雄時代（尤提拉‧拉）
- Myself ; Yourself（八代菜菜香）

2008年
- H2O -FOOTPRINTS IN THE SAND-（弘瀨琢磨）
- 狼與辛香料（赫蘿）
- 反叛的魯路修R2（華蓮・修坦費爾特 / 紅月華蓮）
- 強襲魔女（夏洛特‧E‧葉格）
- S·A特優生（雜賀千歲）
- 幻影少年（淺村麻結）
- 魔法學園MA（羽瀨川拓人）
- 名偵探柯南（上原由衣）

2009年
- 瑪莉亞的凝望第四季（细川可南子）
- 鋼殼都市雷吉歐斯 （夏特·拉提）
- 花冠之淚（莉姆莉絲）
- 咲-Saki-（原村和）
- 穿越宇宙的少女（明塔奥）
- 地狱天使（奇奇）
- 源氏物語千年紀 Genji（夕顏）
- 狼與辛香料II（赫蘿）
- 海猫泣鳴之時（右代宮樓座）
- GA 藝術科美術設計班（水渕）
- Phantom 〜Requiem for the Phantom〜（藤枝美緒）
- 浪漫追星社（琴塚文江）
- 信蜂（安利亞·琳可）
- 奇蹟列車～歡迎來到大江戶線～（小暮真琴）

2010年
- 守護貓娘緋鞠（緋鞠）
- 大小姐×执事!（四季鏡早苗）
- 蠟筆小新（大倉洋子）
- 強襲魔女2（夏洛特·E·葉格）
- 妖怪少爺（笹美）
- 信蜂Reverse（安利亞·琳可）
- 心靈偵探 八雲（齊藤奈緒）
- STAR DRIVER 閃亮的塔科特（妮琪·凱特）
- 百花繚亂 SAMURAI GIRLS（查裡士・德・達坦妮雅）

2011年
- FreeZing（英格丽·柏恩斯坦）
- Suite 光之美少女♪（北條響）
- DOG DAYS（蕾昂米雪・迦雷特・達・羅絲）
- 兔女郎的誘惑（伊琳娜）
- 妖怪少爺 第二期（笹美）
- 只有神知道的世界II（春日楠）
- 境界線上的地平線（浅間・智）
- 吸血貓（吸血喵）
- 丹特麗安的書架（芙蘭蓓爾）
- 銀魂'（御高井鞘花（惡搞高嶺愛花））
- 女神異聞錄4（天城雪子）

2012年
- DOG DAYS'（蕾昂米雪・迦雷特・達・羅絲）
- 男子高中生的日常（吉竹姊）
- 機動戰士鋼彈AGE（亞里莎・岡海爾）
- 咲-Saki-阿知賀篇（原村和）
- 冰菓（山西綠）
- 境界線上的地平線 第二期（淺間・智）
- 黃昏乙女×失憶幽靈（桐島有子）
- 军火女王（香格拉蒂）
- 這樣算是殭屍嗎？ OF THE DEAD（妮葛蕾莉亞・妮比羅絲）
- 其中1個是妹妹！（水谷衣楠）

2013年
- 魔王勇者（魔王）
- 學生會的一存 Lv.2（松原飛鳥）
- 果然我的青春戀愛喜劇搞錯了。（川崎沙希）
- 惡魔倖存者2（九條緋那子）
- 百花繚亂 SAMURAI BRIDE（查裡士・德・達坦妮雅）
- 旋風管家!Cuties（集〈經紀人〉）
- 科學超電磁砲S（麥野沉利）
- 八犬傳－東方八犬異聞－ 第2期（彌奈姬）
- KILL la KILL（纏流子）
- 銀狐（船橋日輪子）

2014年
- 天才麻將少女全國篇（原村和）
- 屬性同好會（大澤南）
- 中二病也想談戀愛！戀（十九川菜摘〈偽森大人〉）
- 黑色子彈（司馬未織）
- Soul Eater Not!（謝烏拉·戈爾貢）
- 愛絲卡&羅吉的鍊金工房～黃昏天空之鍊金術士～（琳卡）
- 戰國BASARA Judge End（鶴姬）
- Fate/kaleid liner 魔法少女☆伊莉雅 2wei（卡蓮·奧爾黛西亞）
- 女神異聞錄4黃金版（天城雪子）
- CROSSANGE 天使與龍的輪舞（艾爾莎）
- 女友伴身邊（古谷朱里）
- 蟲師 續章（石原座（少年時））

2015年
- 百合熊風暴（百合川木實）
- DOG DAYS''（蕾昂米雪·迦雷特·達·羅絲）
- 果然我的青春戀愛喜劇搞錯了。續（川崎沙希）
- GANGSTA.（康斯坦斯·拉沃）
- VENUS PROJECT -CLIMAX-（中尉）
- 那就是聲優！（集）
- 純情羅曼史3（原田）
- 我家有個魚乾妹（叶）
- 監獄學園（竹之宮凱特）
- Fate/kaleid liner 魔法少女☆伊莉雅 2wei Hertz!（卡蓮·奧爾黛西亞）

2016年
- Divine Gate（伊夫利特）
- GATE 奇幻自衛隊 在彼方的土地，如斯的戰鬥 第2期（蒂尤蕾）
- 無彩限的幻影世界（北島亞弓）
- Ragna Strike Angels（愛蓮娜·園田）
- 超時空要塞Δ（美雲·基努梅爾）
- 美少女戰士Crystal Season III 死亡毀滅者篇（木野真琴／水手木星）
- 境界之輪迴 第2期（蘭子）
- Anne Happy ♪（鷺宮老師）
- 鬼牌遊戲（艾蓮·普萊斯）
- D.Gray-man HALLOW（米蘭達·羅德）
- 槍彈辯駁3 －The End of 希望峰學園－ 絕望篇（澪田唯吹）
- 吸血鬼僕人（憤怒）
- 槍彈辯駁3 －The End of 希望峰學園－ 希望篇（澪田唯吹）
- 文豪Stray Dogs 第2期（尾崎紅葉）
- 侍靈演武：將星亂（鳳牙）

2017年
- 熱情傳奇 the X（アン・フィル）
- 精靈寶可夢 太陽&月亮（諾亞[9]）
- 政宗君的復仇（由井崎翠）
- 愛麗絲與藏六（一條雫）
- DRIVE HEAD 救援特警隊（新門惠）
- 銀之守墓人（雙子星）
- 情色漫畫老師（赫蘿）
- 重啟咲良田（宇川紗紗音）
- 獨占我的英雄（寶城彩香）
- 便利商店情人（糸川希未）
- 我的英雄學院 第2期（天狼星）
- 遊戲王VRAINS（拜菈）
- 牙狼〈GARO〉-VANISHING LINE-（吉娜）
- 我家有個魚乾妹R（金剛叶）
- 側車搭檔（貝蒂·伯查爾）

2018年
- 銀之守墓人II（雙子星）
- DARLING in the FRANXX（直美、廣〈幼少期〉）
- OVERLORD II（拉裘絲·亞爾貝因·蒂爾·艾因卓）
- 刀使之巫女（相樂結月／伏見結月）
- 飆速宅男 GLORY LINE（新開隼人〈幼少時代〉）
- 和風喫茶鹿楓堂（犬飼菊子）
- 索斯機械獸WILD（ソース）
- 閃電十一人 阿瑞斯的天秤（狸之原蓬子）
- 魔法律事務所（古谷[10]、孫子的弟子）
- 茜色少女（七瀨奈奈[11]）
- 學園BASARA（鶴姬）
- 魔法禁書目錄III（麥野沉利）

2019年
- 一騎當千 Western Wolves（新免武藏）
- 天使降臨到我身邊！（星野千鶴）
- 粉彩回憶（女孩子A）
- 臨死!!江古田（江古田〈第9話〉）
- 百慕達三角～多彩田園曲～（攝影師）
- 強襲魔女 501部隊出動！（夏洛特·E·葉格）
- 文豪Stray Dogs 第3期（尾崎紅葉）
- 鬼滅之刃（蜘蛛之鬼〈母〉）
- 碧藍航線（扶桑、山城）

2020年
- 少女前線 人形小劇場 -狂亂篇-（Gr G36）
- 科學超電磁砲T（麥野沉利）
- 超異域公主連結 Re:Dive（栞）
- 果然我的青春戀愛喜劇搞錯了。完（川崎沙希）
- 魔王學院的不適任者～史上最強的魔王始祖，轉生就讀子孫們的學校～（艾米莉亞·路德威爾）
- 放學後堤防日誌（小谷沙耶香）
- 魔法律事務所 第2期（莉卡）
- 強襲魔女 通往柏林之路（夏洛特·E·葉格）
- 攀岩！-Sport Climbing Girls-（藤村明日香[12]）
- 這是妳與我的最後戰場，或是開創世界的聖戰（夏諾蘿蒂·葛雷高里）

2021年
- BACK ARROW（菲妮·佛爾忒）
- 文豪Stray Dogs 汪！（尾崎紅葉）
- 世界魔女出動！（夏洛特·E·葉格）
- 閃躍吧！星夢☆頻道（コンクリ糸満）
- 我的英雄學院 第5期（天狼星）
- 女朋友 and 女朋友（咲的母親）
- 與你一起健身拳擊（蘇菲）
- 星光魔法（陽比野祝）
- 狂熱深淵 迷失的孩子（薇拉·盧斯塔莫爾）
- 異世界食堂2（卡米拉）
- 進化果實～不知不覺踏上勝利的人生～（安古蕾雅）

2022年
- 少女前線（Gr G36）
- 超異域公主連結 Re:Dive Season 2（栞）
- 小鳥之翼（新雨音[13]）
- 雀魂 PONG☆（八木唯[14]）
- 真·一騎当千（新免武藏）
- Lycoris Recoil 莉可麗絲（中原瑞希）
- RWBY 冰雪帝國（陽·小龍[15]）
- OVERLORD IV（拉裘絲·亞爾貝因·蒂爾·艾因卓）
- 菜鳥鍊金術師開店營業中（瑪莉亞）
- 轉生就是劍（阿曼達[16]）

2023年
- 怕痛的我，把防禦力點滿就對了2（新人秘書、鈴鈴）
- 真·進化果實～不知不覺踏上勝利的人生～（安古蕾雅[17]）
- 弦音－相繫的一射－（小野木美波、小學生海斗）
- 魔王學院的不適任者 II ～史上最強的魔王始祖，轉生就讀子孫們的學校～（艾米莉亞·路德威爾）
- 英雄傳說 閃之軌跡 北方戰役（克蕾雅·利威爾特）
- 小鳥之翼 第2期（新庄雨音）
- 江戶前精靈（艾爾妲[18]）
- 異世界一擊殺姊姊 ～姊姊同伴的異世界生活開始了～（奇爾瑪莉亞[19]）
- 她去公爵家的理由（恩斯麗）
- 在無神世界裡進行傳教活動（蓋亞[20]）
- 開闊天空！光之美少女（北條響／旋律天使）
- Lv1魔王與獨居廢勇者（尤莉亞[21]）
- 政宗君的復仇R（由井崎翠）
- 我喜歡的女孩忘記戴眼鏡（小村的母親）
- 其實，我是最強的？（伊里斯菲歷亞[22]）
- 盾之勇者成名錄 Season 3（莎迪娜〈娜迪雅〉[23]）
- 藥師少女的獨語（白鈴[24]）
- 明日方舟 冬隱歸路（紅[25]）

2024年
- 通靈王FLOWERS（麻倉路菓[26]）
- 月光下的異世界之旅 第二幕（娜巴爾·波拉[27]）
- 如果30歲還是處男，似乎就能成為魔法師（藤崎希[28]）
- 月刊妄想科學（莉雅）
- 香格里拉·開拓異境～糞作獵手挑戰神作～（繼久理創世[29]）
- 神明渴求著遊戲。（米蘭達[30]）
- 狼與辛香料 MERCHANT MEETS THE WISE WOLF（赫蘿[31]）
- 聲優廣播的幕前幕後（加賀崎林檎[32]）
- 為美好的世界獻上祝福！3（安樂少女）
- 我的英雄學院 第7期（天狼星）
- 再見，地球（貝涅迪庫丁[33]）
- 靠廢柴技能【狀態異常】成為最強的我將蹂躪一切（薇希斯[34]）
- 夜櫻家大作戰（赤井[35]）
- 杖與劍的魔劍譚（伊麗莎·諾斯費拉圖）
- 聽說你們要結婚！？（黑川麻子[36]）
- 魔法光源股份有限公司（長谷川）
- 鴨乃橋論的禁忌推理 2nd Season（三橋）
- BLEACH 千年血戰篇-相剋譚-（花天狂骨）
- 神劍闖江湖－明治劍客浪漫譚－ 京都騷亂（皐月、玉）

2025年
- 金牌得主（結束望[37]）
- 藥師少女的獨語 第2期（白鈴）
- 香格里拉·開拓異境～糞作獵手挑戰神作～ 2nd season（繼久理創世[38]）
- 灰色：幻影扳機（蒼井碧[39]）
- 群花綻放、彷如修羅（弧之夜野終里[40]）
- 黃昏旅店（指虎女 / 武藤明）
- 中年男的異世界網購生活（阿瑪蘭瑟斯[41]）
- 妖怪學校的菜鳥老師！（入道蓮華）
- 再見，地球 第2期（貝涅迪庫丁[42]）
- MIRU 我的未來（姊姊[43]）
- 鬼人幻燈抄（美夜香的母親）
- 這是妳與我的最後戰場，或是開創世界的聖戰 Season II（夏諾蘿蒂·葛雷高里）
- WITCH WATCH 魔女守護者（白藤仄[44]）
- 盾之勇者成名錄 Season 4（莎迪娜[45]）
- 野生的大魔王出現了！（露法絲·瑪法爾[46]）
- 機械女僕·瑪麗（瑪麗2[47]）

2026年
- 轉生之後的我變成了龍蛋（神之聲[48]）

時期未定
- 魔法少女育成計畫restart（茜[49]）
- 暗部少女共棲（麥野沉利[50]）

### OVA
- 海底嬌娃藍華（皇藍華）
- 瑪莉亞的凝望（細川可南子）
- 舞-乙HiME Zwei 第02卷起（妮娜·王）
- 舞-乙HiME 0～S.ifr～（西芙露）
- 機械女僕（久遠）
- 絕對衝激 ～PLATONIC HEART～（大門寺笑）
- 信蜂（艾莉亞·林格）
- Carnival Phantasm（カレン・オルテンシア）

2005年
- 校園迷糊大王一學期補習（塚本天滿）

2007年
- 殺戮公主（ミラノ＝エントラシア）

2008年
- 校園迷糊大王三學期（塚本天滿）
- 秘密蓓蕾（远藤沙耶）

2014年
- 姐姐的妄想日记（近衛靄子）

2016年
- 監獄學園（竹之宮凱特）

2018年
- 政宗君的復仇（由井崎翠）

2019年
- 天使降臨到我身邊！（星野千鶴）
- Fate/kaleid liner Prisma Phantasm（卡蓮·奧爾黛西亞）

### 劇場版動畫
2008年
- HELLS ANGELS（琪琪）

2009年
- 交響詩篇艾蕾卡7 口袋裏的彩虹（安妮莫奈）
- 佛陀再誕-The REBIRTH of BUDDHA（天河小夜子）
- 名偵探柯南：漆黑的追跡者（上原由衣[51]）

2011年
- 光之美少女 All Stars DX3 傳達到未來！連結世界☆彩虹之花！（北條響／旋律天使）
- 電影 Suite 光之美少女♪ 奪取回來！連結心中的奇蹟旋律♪（北條響／旋律天使）

2012年
- 光之美少女 All Stars New Stage 未來的朋友（北條響／旋律天使）
- 裝作沒看到（ヤラガセ）
- 強襲魔女 劇場版（夏洛特·E·葉格）

2013年
- STAR DRIVER THE MOVIE（妮琪·凱特[52]）

2014年
- 光之美少女 All Stars New Stage3 永遠的朋友（北條響／旋律天使）

2015年
- 光之美少女 All Stars 春之嘉年華♪（北條響／旋律天使[53]）

2016年
- 光之美少女 All Stars 大家歌唱吧♪奇蹟的魔法！（北條響／旋律天使）

2017年
- 春宵苦短，少女前進吧！（直子／黑髮少女的母親）
- Code Geass 反叛的魯路修 I－III（紅月華蓮）
- 生化危机：复仇（丽贝卡·钱伯斯）

2018年
- 劇場版 無敵鐵金剛 / INFINITY（炎純[54]）
- 劇場版超時空要塞Δ 激情的女武神（美雲·基努梅爾）
- HUG！光之美少女♡光之美少女 All Stars Memories（北條響／旋律天使[55]）
- ANEMONE/交響詩篇艾蕾卡7 Hi-evolution（石井·風花·安妮莫奈[56]）

2019年
- Code Geass 復活的魯路修（紅月華蓮[57]）
- 普羅米亞（艾莉斯·阿爾德比特[58]）
- 強襲魔女劇場版 501部隊出動！（夏洛特·E·葉格[59]）

2021年
- 美少女戰士Eternal（木野真琴／水手木星[60]）

2023年
- 美少女戰士Cosmos（木野真琴／水手木星）
- 生化危机：死亡岛（丽贝卡·钱伯斯）

2025年
- 名偵探柯南：獨眼的殘像（上原由衣[61]）

### 網路動畫
2007年
- 手機少女（美島一縷）

2014年
- 美少女戰士Crystal（木野真琴／水手木星）

2015年
- 彩虹小馬：小馬國女孩（落日霞光）

2017年
- 拳皇命運（不知火舞）

2018年
- 惡魔人 crybaby（美子）
- B：彼之初（吉永凱拉）

2024年
- 雀魂 KANG！！（八木唯[62]）

2025年
- Lycoris Recoil 莉可麗絲：友誼是時間的竊賊（中原瑞希[63]）
- 貓眼（來生淚[64]）

### 動態漫畫
2013年
- 戀愛專科（高林雪緒）

### 遊戲
- 校園迷糊大王 姉さん事件です!（塚本天滿）
- 校園迷糊大王 ねる娘は育つ（塚本天滿）
- 校園迷糊大王 恐怖の（?）夏合宿! 洋館に幽霊現る!? お宝を巡って真っ向勝負!!!の巻（塚本天滿）
- White Princess the second（藤澤姫菜）
- Gift -Prism-（神代縁）
- 君吻（星乃結美）
- 手機少女（美島一縷）
- 散碎的原色（日向光）
- 遺跡傳奇（フェニモール・ゼルヘス、テューラ・ウェルツェス）
- true tears（小笠原光里）
- はかれなはーと 誰がために君はある?（森泉晴音）
- ふぁいなりすと（迫井和奏）
- 雙戀系列（一條堇子）
- ルーンファクトリー -新牧場物語-（ミスト）
- 舞-乙HiME 乙女舞闘史（妮娜·王）
- 魔塔大陸2～少女們於世界中迴響的創造詩～ （瑠珈）
- 光明騎士VI （ウェンディ-Wendy-）
- 洛克人ZX·降臨（雅雪）
- Fate/tiger colosseum（カレン・オルテンシア）
- 狼与辛香料 我与赫萝的一年
- 幻影异闻录♯FE（志摩崎舞子）
- 女神異聞錄4（天城雪子）
  - 女神异闻录4 终极深夜斗技场（天城雪子）
  - 苍翼默示录：交叉组队战（天城雪子、阳小龙）
- 幻想戰記（ワドリーテ）
- 幸運☆星 （柊鏡）
- 涼宮春日的並列（三栖丸ミコト、伊集院泰一郎）
- 涼宮春日的直列（謎の少女）
- 美夢俱樂部（Dream C Club，白金岬(亞麻音)）
- KOF SKY STAGE（不知火舞）
- 拳皇XIII（不知火舞）
- 女王之門 混沌螺旋（不知火舞）
- 戰國BASARA 3（鶴姬）
- .hack系列 .hack//link（天城彩花）
- 心跳回憶 Girl's Side 3rd Story（花椿カレン）
- 魔法禁書目錄（麥野沈利）
- 神眷之力（賽西利亞）
- 第二次超級機器人大戰Z 破界篇/再世篇（華蓮·修坦費爾特）
- 勇氣默示錄（アニエス・オブリージュ）
- 最終幻想 零式（葵茵 (Queen) クイーン）
- 超級槍彈辯駁2 再見絕望校園（澪田唯吹）
- 生化危机（丽贝卡·钱伯斯）
- 生化危机0（丽贝卡·钱伯斯）
- 拳皇XIV（不知火舞）
- 數碼暴龍世界：再數位化（莉莉（艾美莉·羅舍福爾））
- 靈魂扳機（索菲）
- 愛夏的鍊金工房～黃昏大地之鍊金術士～（琳卡）
- 愛絲卡&羅吉的鍊金工房～黃昏天空之鍊金術士～（琳卡）
- 緋夜傳奇（艾蕾諾亞）
- 英雄傳說 閃之軌跡III（克蕾雅·利維特）（妙婕·伊格瑞）
- 英雄傳說 閃之軌跡IV（克蕾雅·利維特）（妙婕·伊格瑞）
- 英雄傳說 創之軌跡（克蕾雅·利維特）（妙婕·伊格瑞）
- 超異域公主連結 Re:Dive (栞)
- 飄流幻境（夏綠蒂）
- 幻想戰記（瓦多麗蒂）
- 星空幻想Online（艾芬多絲）
- 龙之谷（法师）
- （虎華、貓宮綾野）
- Granado Espada王者之劍R（亞德里安娜）
- 瑪奇（DIVA）
- 機動戰士GUNDAM Online（駕駛員聲〈認真II〉）
- 拳皇全明星（不知火舞）
- SNK Heroine: Tag Team Frenzy（不知火舞）
- 魔法禁書目錄（手游）（麥野沈利）
- 魔法禁書目錄 幻想收束（麥野沈利）
- 生死格斗6（不知火舞）
- 血咒之城:暗夜儀式（米莉暗）
- 英雄聯盟（魔甘娜）[65]
- 碧藍幻想Versus（佐伊）
- 雀魂（八木唯，九条璃雨）
- 艾爾之光（安納‧泰斯特蘿莎/蘿潔）
- 蔚藍檔案（寧瑠）
- 異度神劍 3（新名）
- 惡魔城 審判（賽法·貝爾南堤斯）
- 掌握命運！～Only the power of will～（日语：のーふぇいと! 〜only the power of will〜）（田中盾子、神盾）
- 聖火降魔錄 Engage（蜜絲提拉）
- 聖火降魔錄 英雄雲集（蜜絲提拉）

2020年
- 王者荣耀（不知火舞-魅语）
- 戰雙帕彌什 （蘇菲亞)
- 原神（北斗）

2021年
- Fate/Grand Order（卡蓮·C·奧爾黛西亞）
- 少女前線：雲圖計劃（桑朵萊希）

2022年
- 拳皇XV（不知火舞）
- 無期迷途（諾克斯）

2023年
- Fate/Samurai Remnant（高尾太夫）
- 少女前線2:追放（桑朵萊希）

2024年
- 鳴潮（吟霖）
- 王者荣耀 （不知火舞-花合斗）
- 絕區零(星見雅)

2025年
- 快打旋風6（不知火舞）

未知
- CHAIN CHRONICLEチェインクロニクル（稲妻の魔神アエル・グルン）
- CHAIN CHRONICLEチェインクロニクル（魔王）CC x 「魔王勇者」合作活動
- CHAIN CHRONICLEチェインクロニクル（劍豪花旦神無月）
- Million 演義（唯一型世珠）
- 鋼鐵少女（赤城、高雄、磯風）
- 陰陽師（匣中少女）
- 少女前線（G36、MG5）
- 蔚藍檔案 (美甘寧瑠)
- 問答RPG 魔法使與黑貓維茲（桑榭特・莉菲爾）
- 神域召喚 (夢遊仙境的愛麗絲)
- 碧藍幻想 (佐伊)
- 妃十三學園（雪城若菜）
- Sdorica 萬象物語 (芙蕾莉卡·路西翁）
- 魔法禁书目录（手游）（麦野沉利）
- 拳皇全明星（不知火舞）
- 夢幻模擬戰 (莉亞娜.拉娜)
- Destiny Child (莫娜)
- 魔法禁书目录 幻想收束（麦野沉利）
- 超異域公主連結 Re:Dive（栞）
- 明日方舟 （凜冬、紅)
- 戰艦少女R（威爾士親王、摩耶、紫石英）
- 三國羅曼史（曹操）
- 棕色塵埃（斐傑）
- 碧藍航線 （山城)
- Action對魔忍 （井河淺葱)
- 重裝戰姬 （泰西婭．格拉芙特)
- 王者榮耀 （不知火舞)
- 閃耀暖暖 （灰灰草/莉莉斯)
- 模型少女AWAKE（優紀）
- 永恆冒險（卡利斯特）
- 守望傳說（黑暗魔法師貝絲）
- 三國志幻想大陸（步練師）
- 七大罪 光與闇之交戰（世界蛇 耶夢加得）
- 二重螺旋（梅爾法）

### 外語配音

#### 電視影集
- 末路驅魔人（英语：Outcast (TV series)）（艾莉森·巴恩斯〈凱蒂·琳恩·夏爾（英语：Kate Lyn Sheil）〉）

#### 電影
- 腦筋急轉彎2  (樂樂)

### 舞台
- 超級劇場校園迷糊大王 〜是猩猩唷，播磨君!〜（塚本天滿）
- Production baobab30周年記念公演「歡喜之歌」（2010年12月1日－5日，前進座劇場）（佐伯惠）
- なば缶「When I Get Home」（2011年5月31日－6月5日，新宿Theatre Moliere）
- なば缶二本目（2013年3月5日－3月10日，中目黑Kinkero Theater）
- 朗讀劇 腦海中的橡皮擦7th letter（2015年4月30日、5月1日，天王洲銀河劇場）（薰）
- Kuroji第18回公演（2019年7月3日－7月7日、SPACE ZERO）（サロ）

### 其他
- 告白CD（法皇院玲）
- 叫醒CD
- Code Geass 反叛的魯路修R2 Sound Variety R18
- 朱羅姬（美城曉）
- 狼與香辛料 視覺小說「狼與香辛料 狼與金的麥穗」附錄DVD「第0幕 狼與琥珀色的憂鬱」（赫蘿）
- 小清水いっきま〜す♥ Vol.1 - Vol.3（談話☆聲優寫真集）
- 『決定不哭的日子』節目宣傳旁白（富士電視台）
- 美聲時計2
- JOYSOUND【聲音】 吸血貓（吸血貓）
- 「TIARA!」名作劇場 附錄廣播劇マCD「灰姑娘」（灰姑娘）
- A-koe 廣播劇 熾天使空域 銀翼少女達の戦争（安潔莉娜·提拉）[66]
- 「牙狼 <GARO> -VANISHING LINE-」播放前特別節目（東京電視台）
  - 牙狼<GARO> -VANISHING LINE- 特別篇「PAUSE」（東京電視台）

## 角色歌曲CD
- Code Geass 反叛的鲁路修 2007年7月25日DreamCD Sound Episode 4（卡莲角色歌）
- Myself ; Yourself 2007年11月21日 キャラクターソングVol.1 八代菜菜香
- 君吻 2007年7月21日 - キミキス -ヴォーカルコレクション- TWOFIVE RECORDS/TRCD-10063
- 境界線上的地平線 2012年6月27日 武蔵浅間神社祝詞十一式"武蔵整調"歌唱型 - 浅間・智
- 境界線上的地平線 2012年6月27日 果てまでも - 浅間・智
- 境界線上的地平線 2012年5月25日 藍光DVD第6卷 初回限定版特典CD 早朝協奏曲 - 浅間・智

## 其他

### 廣播劇CD
- 日日蝶蝶廣播劇CD 「相遇篇」「文化季篇」（小春）
- 瘋狂怪醫芙蘭 廣播劇CD (チャンピオンRED 2009.09 特別付録)
- 影子籃球員(黑子哲也)(Vomic版)

### 音乐CD
- 「Sailing To The FutureRise」 2007年3月28日（OVA AIKa R-16：VIRGIN MISSION OP&ED）

```
01.Sailing To The Future
02.Rise
03.Sailing To The Future (instrumental)
04.Rise (instrumental)
```

- 1st Album2006年3月22日 商品番号：COCX-33616（通常盘）/COZX-204（DVD付初回限定盘）

```
01.CIRCLE GAME
02.CREAM
03.
　
04.scene11
05.

06.約束
07.MESSAGE
08.Present
09.SUPER GIRL
10.dear friend
11.SAKURA Fallen
```

### Cosplay
- 《AIKA》OVA《AIKa R-16:VIRGIN MISSION》女主角（皇藍華），真人COS玉照作為OVA ANOTHER JACKET贈品在官網公布的特定商店中購買贈送。

## 外部連結
- 事務所公開簡歷 （页面存档备份，存于）（日語）
- 唱片公司官方網站 （页面存档备份，存于）（日語）
- 個人網誌 （页面存档备份，存于）（日語）